# Thamnotettix loratus
Thamnotettix loratus är en insektsart som beskrevs av Géza Horváth 1911. Thamnotettix loratus ingår i släktet Thamnotettix och familjen dvärgstritar. Inga underarter finns listade i Catalogue of Life.